# Saint-Martin-de-Fenouillet
Saint-Martin-de-Fenouillet (bis Ende 2014 Saint-Martin; okzitanisch Sant Martin d'Endalens) ist eine südfranzösische Gemeinde mit 48 Einwohnern (Stand: 1. Januar 2022) im Département Pyrénées-Orientales in der Region Okzitanien (vor 2016 Languedoc-Roussillon). Saint-Paul-de-Fenouillet gehört zum Arrondissement Prades und zum Kanton La Vallée de l’Agly (bis 2015 Saint-Paul-de-Fenouillet).

## Lage
Saint-Martin-de-Fenouillet liegt in der früheren Comarca Fenouillèdes. Das Gemeindegebiet ist Teil des Regionalen Naturparks Corbières-Fenouillèdes und gehört zum Weinbaugebiet Côtes du Roussillon. Umgeben wird Saint-Martin-de-Fenouillet von den Nachbargemeinden Saint-Paul-de-Fenouillet im Norden, Lesquerde im Nordosten, Saint-Arnac im Osten, Ansignan im Südosten, Felluns im Süden, Le Vivier im Süden und Südwesten sowie Fosse im Westen.

## Bevölkerungsentwicklung
| Jahr                      | 1962 | 1968 | 1975 | 1982 | 1990 | 1999 | 2006 | 2012 |
| Einwohner                 | 119  | 116  | 91   | 58   | 52   | 47   | 53   | 57   |
| Quelle: Cassini und INSEE |      |      |      |      |      |      |      |      |